# Коррупция в Казахстане
Коррупция в Казахстане является проблемой современного Казахстана, затормаживающая экономическое и политическое развитие страны.
По итогам 2019 года Казахстан в рейтинге занял 113 место в списке из 180 стран и набрав 34 балла из 100, а в 2020 году занял 94 место из 180 стран и набрав 38 балла из 100, а годом ранее Transparency International отвёл Казахстану 124 место (которое было поделено с несколькими другими странами) по уровню коррумпированности. Общий балл Казахстана тогда равнялся 31 из 100 возможных (при том, что балл ниже 30 обозначает «безудержную коррупцию»). Бывший президент Назарбаев объявил «священную войну» коррупции и приказал принять «10 мер против коррупции» для борьбы с коррупцией на всех уровнях государства и общества. По итогам 2014 года Казахстан занял 126-е место из 175 стран мира по уровню восприятия коррупции по версии Transparency International,.
Несколько международных НПО обвинили правительство Назарбаева в пустом создании видимости в антикоррупционной активности. Несмотря на председательство в Организации по Безопасности и Сотрудничеству в Европе в 2010, некоторые активисты в самой стране и за её пределами утверждают, что было приложено минимум усилий в решении проблем «ущемления человеческих прав» и «широко распространённой коррупции». Сама семья Назарбаевых была впутана в серию расследований по отмыванию денег, подкупу, убийствам, проводимых правительствами Западных стран. Среди данных расследований приводится так называемый Казахгейт, в результате которого Министерство юстиции США не подтвердило вину семьи Назарбаевых и закрыло дело в августе 2010.
Международная правозащитная организация Global Witness обвиняла компанию «Казахмыс» в сокрытии информации о владельцах и директорах компании, указывая на свидетельства, говорящие о том, что она принадлежит лично президенту Казахстана Нурсултану Назарбаеву.
Бывший министр в правительстве Назарбаева, Заманбек Нуркадилов (впоследствии был убит) заявил, что Назарбаев должен ответить на обвинения, что казахстанские чиновники приняли миллионы долларов в виде взяток от посредника для американских нефтяных фирм в 1990-х годов.